# Schoenus calyptratus
Schoenus calyptratus är en halvgräsart som beskrevs av Georg Kükenthal. Schoenus calyptratus ingår i släktet axagssläktet, och familjen halvgräs. Inga underarter finns listade i Catalogue of Life.